# صلح ۱۹۴۹
صلح ۱۹۴۹ قرارداد صلحی است که به هدف ترک مخاصمه بین اسرائیل و کشورهای همسایه‌اش مصر، لبنان، اردن، و سوریه پس از جنگ ۱۹۴۸ به صورت جداگانه به امضا رسید. در این قرارداد خط سبز مشخص شد.

## تاریخ‌های امضا
- ۲۴ فوریه ۱۹۴۹: مصر
- ۲۳ مارس ۱۹۴۹: لبنان
- ۳ آوریل ۱۹۴۹: اردن
- ۲۰ ژوئیه ۱۹۴۹: سوریه[۵]